# Hyptia ruficeps
Hyptia ruficeps är en stekelart som först beskrevs av William Edward Shuckard 1841.  Hyptia ruficeps ingår i släktet Hyptia och familjen hungersteklar. Inga underarter finns listade i Catalogue of Life.